# Döbbelinsches Theater
Das Döbbelinsche Theater war ein Theater in Alt-Berlin.

## Geschichte
1764/1765 wurde das Gebäude im Innenhof der Behrenstraße 13 (Nr. 55 seit der Neunummerierung 1800) im Auftrag des Schauspielers und Theaterunternehmers Franz Schuch d. J. errichtet, einem Sohn des vorigen Prinzipals Franz Schuch d. Ä., der erfolgreich als Widerpart der Schönemannschen und Ackermannschen Truppe gewirkt hatte. Das Haus wurde zunächst als Schuchisches Comödienhaus bezeichnet. 1765 wurde der Spielbetrieb aufgenommen. Ab 1768 übernahm Karl Theophil Döbbelin die Interimsdirektion des Theaters. Nach dem Tod von Schuch d. J. 1771 erfolgte am 10. Juni eine Wiederaufnahme des Spielbetriebs unter Heinrich Gottfried Koch, der aber bereits am 3. Januar 1775 starb. Am 17. April 1775 erfolgte die Wiederaufnahme des Spielbetriebs in einer zweiten Ära Döbbelin, die dann erst mit dessen Wechsel im Jahr 1786 in das Französische Komödienhaus am Gendarmenmarkt endete.
1774 wurde Johann Wolfgang von Goethes Götz von Berlichingen unter Leitung von Heinrich Gottfried Koch uraufgeführt.
Am 14. April 1783 wurde in dem Döbbelinschen Theater Gotthold Ephraim Lessings Nathan der Weise uraufgeführt.
Am 12. März 1799 erwarb Bartolomeo Verona das Theatergebäude von Joseph Pinetti de la Mercy. Er ließ das Bauwerk vermutlich im November 1799 niederreißen.
Auf annähernd demselben Grundstück befindet sich seit 1892 das heute als Komische Oper Berlin bekannte Theater unter den Linden (Architekturbüro Fellner & Helmer).